# Mitteilungen der Naturwissenschaftlichen Vereines für Steiermark
Mitteilungen der Naturwissenschaftlichen Vereines für Steiermark (abreviado Mitt. Naturwiss. Vereins Steiermark) es una revista científica con ilustraciones y descripciones botánicas que es editada en Graz desde 1862.